# Stichillus johnsoni
Stichillus johnsoni är en tvåvingeart som först beskrevs av Charles Thomas Brues 1904.  Stichillus johnsoni ingår i släktet Stichillus och familjen puckelflugor. Inga underarter finns listade i Catalogue of Life.